# Partido Popular Democrata-Cristão
O Partido Popular Democrata-Cristão (em húngaro: Kereszténydemokrata Néppárt) é um partido político da Hungria. Fundado originalmente em 1944 por altos representantes da Igreja Católica na Hungria, foi ilegalizado em 1949 pelas autoridades comunistas do país. Refundado em 1989, o partido nunca se afirmou verdadeiramente no cenário político húngaro, e desde dos anos 2000, se tornou, de facto, um partido satélite do Fidesz, apesar de oficialmente ser considerado um partido de coligação.
É membro do Partido Popular Europeu.

## Resultados Eleitorais

### Eleições legislativas
| Data | CI.    | Votos   | %           | +/-    | Deputados | +/-     | Status            |
| ---- | ------ | ------- | ----------- | ------ | --------- | ------- | ----------------- |
| 1990 | 6.º    | 317 183 | 6,5 / 100,0 |        | 21 / 386  |         | Governo           |
| 1994 | 5.º    | 379 573 | 7,0 / 100,0 | 0,5    | 22 / 386  | 1       | Oposição          |
| 1998 | 8.º    | 116 068 | 2,6 / 100,0 | 4,4    | 0 / 386   | 22      | Extra-parlamentar |
| 2002 | 5.º    | 219 029 | 3,9 / 100,0 | 1,3    | 0 / 386   | Estável | Extra-parlamentar |
| 2006 | Fidesz | Fidesz  | Fidesz      | Fidesz | 23 / 386  | 23      | Oposição          |
| 2010 | Fidesz | Fidesz  | Fidesz      | Fidesz | 36 / 386  | 13      | Governo           |
| 2014 | Fidesz | Fidesz  | Fidesz      | Fidesz | 16 / 199  | 20      | Governo           |
|      | Fidesz | Fidesz  | Fidesz      | Fidesz | 16 / 199  | Estável | Governo           |

### Eleições europeias
| Data | Votos  | %      | Deputados | +/-     | Notas                |
| ---- | ------ | ------ | --------- | ------- | -------------------- |
| 2009 | Fidesz | Fidesz | 1 / 22    |         | nas listas do Fidesz |
| 2014 | Fidesz | Fidesz | 1 / 21    | Estável | nas listas do Fidesz |